# Btooom!
Btooom! (jap. ブトゥーム! Butūmu!), zapisywane także jako BTOOOM! – manga stworzona przez Jun’yę Inoue, publikowana w magazynie Shūkan Comic Bunch, a później w Gekkan Comic @Bunch w latach 2009–2018. 
Na podstawie mangi powstała adaptacja w formie anime stworzona przez studio Madhouse. Była emitowana w Japonii na kanale Tokyo MX od 4 października do 20 grudnia 2012.

## Fabuła
Ryōta Sakamoto to młody bezrobotny mężczyzna uchodzący za jednego z najlepszych graczy Btooom! – bojowej gry online. Pewnego dnia budzi się na wyspie nie wiedząc jak się tam znalazł. Prosi o pomoc napotkanego człowieka, jednakże w odpowiedzi zostaje zaatakowany przedmiotem, który szybko rozpoznaje – bomba z gry Btooom!. Bohater szybko uświadamia sobie, że znajdujcie się w świecie Btooom!.

## Obsada
Lista dubbingowanych postaci:
- Kanata Hongō – Ryōta Sakamoto
- Suzuko Mimori – Himiko / Hemilia
- Tōru Ōkawa – Kiyoshi Taira
- Miyuki Sawashiro – Kōsuke Kira
- Takaya Kuroda – Masashi Miyamoto
- Yuichi Nakamura – Nobutaka Oda
- Ken Narita – Masahito Date

## Anime
W czerwcu 2012 ogłoszono, że studio Madhouse podejmie się stworzenia anime na podstawie mangi Btooom!. Anime było nadawane w Japonii na kanale Tokyo MX z angielskimi napisami od Crunchyroll od 4 października 2012 do 20 grudnia 2012. Jako openingu użyto piosenki „No pain, No game” autorstwa Nano, zaś ending zatytułowany „Aozora” (jap. アオゾラ) został wykonany przez May’n. W 2013 anime zostało zlicencjonowane przez Sentai Filmworks w Ameryce Północnej.

## Odbiór
Recenzenci polskojęzycznego serwisu tanuki.pl przyznali anime ocenę 7/10, natomiast redakcja – 6/10.
W maju 2013 roku jedenasty tom mangi sprzedał się w ponad 60 tysiącach egzemplarzy, co pozwoliło mu uplasować się na 4. miejscu najlepiej sprzedawanych mang. Cztery miesiące później, dwunasty tom sprzedał się w ponad 80 tysiącach egzemplarzy, co zaklasyfikowało mangę na czwartym miejscu. We wrześniu 2014 roku piętnasty tom mangi sprzedał się w ponad 70 tysiącach egzemplarzy, dzięki czemu manga znalazła się na siódmym miejscu.